# Achau
Achau is een gemeente in de Oostenrijkse deelstaat Neder-Oostenrijk, gelegen in het district Mödling. De gemeente heeft ongeveer 1200 inwoners.

## Geografie
Achau heeft een oppervlakte van 11,87 km². Het ligt in het noordoosten van het land, vlak onder de hoofdstad Wenen.
Achau · Biedermannsdorf · Breitenfurt bei Wien · Brunn am Gebirge · Gaaden · Gießhübl · Gumpoldskirchen · Guntramsdorf · Hennersdorf · Hinterbrühl · Kaltenleutgeben · Laab im Walde · Laxenburg · Maria Enzersdorf · Mödling · Münchendorf · Perchtoldsdorf · Vösendorf · Wiener Neudorf · Wienerwald
- Gemeinsame Normdatei: 4796043-7
- Nationale Bibliotheek van Israël: 987012084673405171
- Virtual International Authority File: 236583137
- WorldCat: E39PBJfX47BjrxFXD68dPr6HYP